# Niels Fleuren
Niels Petrus Wilhelmus Fleuren (Boxmeer, 1 november 1986) is een voormalig Nederlands voetballer die doorgaans als linksback speelde. Hij begon met voetballen bij Vitesse '08 in Gennep. Daar werd hij gescout door VVV-Venlo, waar hij vervolgens de gehele opleiding doorliep en dertien jaar in het eerste elftal speelde. Na een seizoen bij FC Emmen, speelde Fleuren van 2017 tot 2022 voor TOP Oss. Fleuren was Nederlands jeugdinternational.

## Carrière
Fleuren debuteerde op zestienjarige leeftijd in de hoofdmacht van VVV-Venlo, als invaller in een met 4-0 gewonnen wedstrijd thuis tegen Cambuur op 3 oktober 2003. Zijn enige competitiegoal voor de club maakte hij op 21 oktober 2005, thuis tegen HFC Haarlem. Hij kreeg in 2008 de Jan Klaassens Award uitgereikt, de jaarlijkse onderscheiding van VVV voor het grootste talent uit eigen jeugdopleiding. In de loop der jaren trok de club diverse spelers aan voor de linksback-positie (onder wie Youssef El Akchaoui, Jeffrey Leiwakabessy, Joeri Schroijen en Jason Bourdouxhe), maar telkens kwam Fleuren als winnaar uit de concurrentiestrijd.
In een thuiswedstrijd tegen De Graafschap op 13 september 2013 werd Fleuren gehuldigd in verband met zijn 300e officiële wedstrijd voor VVV.. Zijn 300e competitiewedstrijd speelde hij uit tegen Sparta, op 19 oktober 2014. Zijn 400e officiële wedstrijd speelde hij uit bij MVV op 8 april 2016. VVV maakte op 27 mei 2016 bekend dat Fleuren niet meer in aanmerking kwam voor een nieuwe verbintenis. In de zomer van 2016 stapte de linksback over naar FC Emmen, waar hij een contract voor een jaar tekende. In het seizoen 2017/18 sloot Fleuren op amateurbasis aan bij FC Oss, waar hij zich tot een vaste waarde ontwikkelde en daarvoor na afloop van het seizoen werd beloond met een eenjarig profcontract. In januari 2019 verlengde de routinier zijn contract in Oss opnieuw voor de duur van een jaar. In het seizoen 2020/21 ging Fleuren aan de slag als kantoormedewerker bij TOP waar hij ook op amateurbasis speler bleef. In de zomer van 2021 verlengde hij die verbintenis met nog eens een jaar. Op 5 april 2022 scoorde de linksback tijdens een met 4-1 verloren uitwedstrijd bij Jong Ajax zijn tweede doelpunt in zijn carrière, 16 jaar en 165 dagen lukte hem dit voor het laatst. In juni 2022 besloot Fleuren na 19 seizoenen een punt te zetten achter zijn profloopbaan. Hij liet zich alvast overschrijven naar zijn jeugdclub Vitesse '08 maar vervolgde zijn loopbaan bij De Treffers uit Groesbeek, dat uitkomt in de Tweede divisie. Omdat hij bij De Treffers weinig speelminuten maakte, stapte Fleuren in januari 2023 tussentijds over naar derdedivisionist VV Gemert. Medio 2023 keerde hij terug bij zijn jeugdclub Vitesse '08. Na één seizoen hield Fleuren het daar voor gezien en besloot hij op 37-jarige leeftijd te stoppen met prestatief amateurvoetbal.

## Cluboverzicht
| 2003/04                            | VVV-Venlo       | Eerste divisie       | 15  | 0 | 0  | 0 | 6  | 0 | 21  | 0 |
| 2004/05                            | VVV-Venlo       | Eerste divisie       | 33  | 0 | 2  | 0 | 6  | 0 | 41  | 0 |
| 2005/06                            | VVV-Venlo       | Eerste divisie       | 24  | 1 | 3  | 0 | 2  | 0 | 29  | 1 |
| 2006/07                            | VVV-Venlo       | Eerste divisie       | 34  | 0 | 1  | 0 | 6  | 0 | 41  | 0 |
| 2007/08                            | VVV-Venlo       | Eredivisie           | 33  | 0 | 1  | 0 | 3  | 0 | 37  | 0 |
| 2008/09                            | VVV-Venlo       | Eerste divisie       | 38  | 0 | 1  | 0 | —  | — | 39  | 0 |
| 2009/10                            | VVV-Venlo       | Eredivisie           | 27  | 0 | 2  | 0 | —  | — | 29  | 0 |
| 2010/11                            | VVV-Venlo       | Eredivisie           | 20  | 0 | 1  | 0 | 0  | 0 | 21  | 0 |
| 2011/12                            | VVV-Venlo       | Eredivisie           | 14  | 0 | 0  | 0 | 2  | 0 | 16  | 0 |
| 2012/13                            | VVV-Venlo       | Eredivisie           | 19  | 0 | 0  | 0 | 0  | 0 | 19  | 0 |
| 2013/14                            | VVV-Venlo       | Eerste divisie       | 33  | 0 | 2  | 0 | 2  | 0 | 37  | 0 |
| 2014/15                            | VVV-Venlo       | Eerste divisie       | 29  | 0 | 3  | 0 | 4  | 0 | 36  | 0 |
| 2015/16                            | VVV-Venlo       | Eerste divisie       | 35  | 0 | 1  | 0 | 2  | 0 | 38  | 0 |
| Clubtotaal                         | Clubtotaal      | Clubtotaal           | 354 | 1 | 17 | 0 | 33 | 0 | 404 | 1 |
| 2016/17                            | FC Emmen        | Eerste divisie       | 18  | 0 | 2  | 0 | 1  | 0 | 21  | 0 |
| Clubtotaal                         | Clubtotaal      | Clubtotaal           | 18  | 0 | 2  | 0 | 1  | 0 | 21  | 0 |
| 2017/18                            | TOP Oss         | Eerste divisie       | 32  | 0 | 0  | 0 | —  | — | 32  | 0 |
| 2018/19                            | TOP Oss         | Eerste divisie       | 25  | 0 | 1  | 0 | 0  | 0 | 26  | 0 |
| 2019/20                            | TOP Oss         | Eerste divisie       | 26  | 0 | 3  | 0 | —  | — | 29  | 0 |
| 2020/21                            | TOP Oss         | Eerste divisie       | 19  | 0 | 0  | 0 | —  | — | 19  | 0 |
| 2021/22                            | TOP Oss         | Eerste divisie       | 16  | 1 | 0  | 0 | —  | — | 16  | 1 |
| Clubtotaal                         | Clubtotaal      | Clubtotaal           | 118 | 1 | 4  | 0 | 0  | 0 | 122 | 1 |
| 2022/23                            | De Treffers     | Tweede divisie       | 6   | 0 | 1  | 0 | —  | — | 7   | 0 |
| Clubtotaal                         | Clubtotaal      | Clubtotaal           | 6   | 0 | 1  | 0 | 0  | 0 | 7   | 0 |
| 2022/23                            | VV Gemert       | Derde divisie zondag | 14  | 0 | 0  | 0 | —  | — | 14  | 0 |
| Clubtotaal                         | Clubtotaal      | Clubtotaal           | 14  | 0 | 0  | 0 | 0  | 0 | 14  | 0 |
| Carrière totaal                    | Carrière totaal | Carrière totaal      | 510 | 2 | 24 | 0 | 34 | 0 | 568 | 2 |
| Bijgewerkt tot en met 10 juli 2023 |                 |                      |     |   |    |   |    |   |     |   |

## Trivia
Fleuren moest op 7 september 2013 verstek laten gaan voor een wedstrijd uit bij FC Dordrecht omdat hij die dag, oorspronkelijk een competitievrij weekend, zijn trouwdag had gepland.